# Avan (Skellefteå socken, Västerbotten, 721673-172398)
Avan är en sjö i Skellefteå kommun i Västerbotten och ingår i Kågeälvens huvudavrinningsområde.